# Gauntlet IV
Gauntlet IV est un jeu vidéo d'action développé et édité par Tengen en 1993 sur Mega Drive. Adaptation de Gauntlet (1985), le jeu implémente des modes de jeu supplémentaires.